# Halsbåndstroldand
Halsbåndstroldand (Aythya collaris) er en dykand, der lever i Nordamerika.